# Kazimierz Ostrowski (diabetolog)
Kazimierz Ostrowski (ur. 19 kwietnia 1934 w Zawadach, zm. 21 września 2022) – polski lekarz internista i diabetolog, prof. dr hab.

## Życiorys
Absolwent Akademii Medycznej w Warszawie (1958), na tejże uczelni obronił pracę doktorską (1967), następnie uzyskał stopień doktora habilitowanego (1983). 22 października 1996 uzyskał tytuł profesora nauk medycznych. Pracował w Katedrze i Klinice Nefrologii, Dializoterapii i Chorób Wewnętrznych na I Wydziale Lekarskim z Oddziałem Stomatologicznym Warszawskiego Uniwersytetu Medycznego.
Był członkiem Komitetu Patofizjologii Klinicznej PAN. Został odznaczony m.in. Medalem Komisji Edukacji Narodowej, Złotym Krzyżem Zasługi i Krzyżem Oficerskim Orderu Odrodzenia Polski. Pochowany na cmentarzu Bródnowskim w Warszawie (kwatera 29G-3-26).